# 90820 McCann
90820 McCann è un asteroide della fascia principale. Scoperto nel 1995, presenta un'orbita caratterizzata da un semiasse maggiore pari a 2,6734683 UA e da un'eccentricità di 0,1177994, inclinata di 9,45225° rispetto all'eclittica.